# Tsouréki
Le tsouréki (en grec moderne : τσουρέκι, du turc çörek), aussi appelé çörek en turc, çörək en azéri, չորեկ (choreg) en arménien, est un pain sucré, proche de la brioche, utilisé dans la cuisine de nombreux pays.
Le tsouréki est utilisé dans la cuisine grecque, en particulier pour Pâques : le tsouréki est servi avec des œufs (soit au milieu si le tsouréki a une forme torique, soit sur le côté si le tsouréki est plein). Il est fréquemment parfumé au mahaleb.
En Arménie, le choreg (tcheurek) est aussi utilisé à Pâques : il contient une pièce de monnaie, symbole de chance.

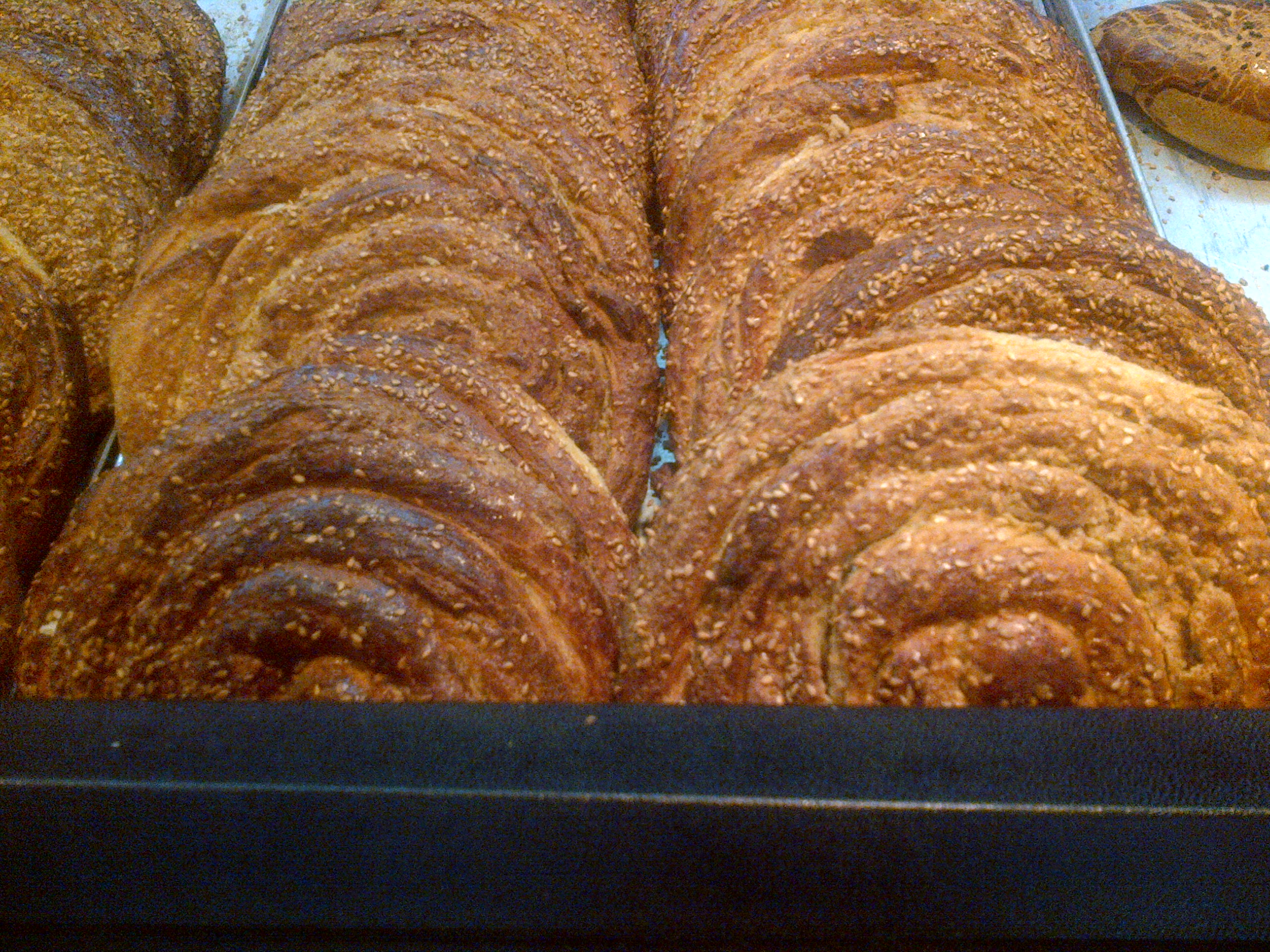
Tahinli çörek (cuisine turque).